# Карманов, Ревир Григорьевич
Ревир Григорьевич Карманов (14.06.1937-20.07.1993) — геолог-поисковик, лауреат Государственной премии СССР.
Родился в с. Усть-Кулом Усть-Куломского района. Сын заслуженного учителя РСФСР Карманова Григория Аврамовича и заслуженного учителя Коми АССР Кармановой Галины Дмитриевны.
Имя Ревир расшифровывается как «революционная эпоха войн и революций».
Вырос и учился в школе в селе Усть-Нем, где работали родители.
В 1960 г. окончил Свердловский горный институт им. В. В. Вахрушева.
Работал в Сосновской геологической экспедиции, с 1963 года в её структурном подразделении — ГРЭ-324: геолог, старший геолог, главный геолог по разведке.
Один из первооткрывателей Стрельцовской группы урановых месторождений, в том числе Аргунского (1979).
Умер в Краснокаменске. Похоронен в Иркутске на Смоленском кладбище.
Лауреат Государственной премии СССР (1981) — за создание ураново-рудной минерально-сырьевой базы Приаргунского горно-химического комбината, в составе коллектива: Дмитрий Петрович Бобрицкий, Николай Степанович Зонтов, Михаил Владимирович Шумилин, Очир Николаевич Шанюшкин, Вячеслав Александрович Солодовников, Владимир Антонович Шлейдер, Ревир Григорьевич Карманов, Виктор Иванович Пулин, Пётр Петрович Дрижд, Сагит Хадыевич Хамидуллин, Лидия Амосовна Орлова, Виталий Евгеньевич Вишняков.
Заслуженный геолог РСФСР. Награждён орденом «Знак Почёта», 5 знаками «Первооткрыватель месторождения» и «Отличник разведки недр».
Его имя присвоено Усть-Немской средней школе (1995).